# Quintin (Côtes-d’Armor)
Quintin (bretonisch: Kintin; Gallo: Qeintein) ist eine französische Gemeinde mit 2.743 Einwohnern (Stand: 1. Januar 2022) im Département Côtes-d’Armor in der Region Bretagne; sie gehört zum Arrondissement Saint-Brieuc und zum Kantons Plélo. Die Einwohner werden Quintinais genannt.

## Geographie
Quintin liegt am Fluss Gouët. Umgeben wird Quintin von der Gemeinde Le Fœil im Norden, von Saint-Brandan im Südosten und von Lanfains im Süden.
In Nord-Süd-Richtung führen die Bahnstrecke Saint-Brieuc–Pontivy und die frühere Route nationale 790 durch den Ort.

## Bevölkerungsentwicklung
| Jahr      | 1962 | 1968 | 1975 | 1982 | 1990 | 1999 | 2006 | 2011 |
| --------- | ---- | ---- | ---- | ---- | ---- | ---- | ---- | ---- |
| Einwohner | 2593 | 2727 | 2857 | 2814 | 2602 | 2611 | 2797 | 2834 |

## Sehenswürdigkeiten
- Menhir de la Roche-Longue
- Basilika Notre-Dame de Délivrance
- Kapelle Saint-Yves
- früherer Ursulinenkonvent, 1711 erbaut, 1904 geschlossen
- Schloss Quintin aus dem 17. Jahrhundert, Monument historique seit 1951/1983
- mehrere Fachwerk- und Bürgerhäuser

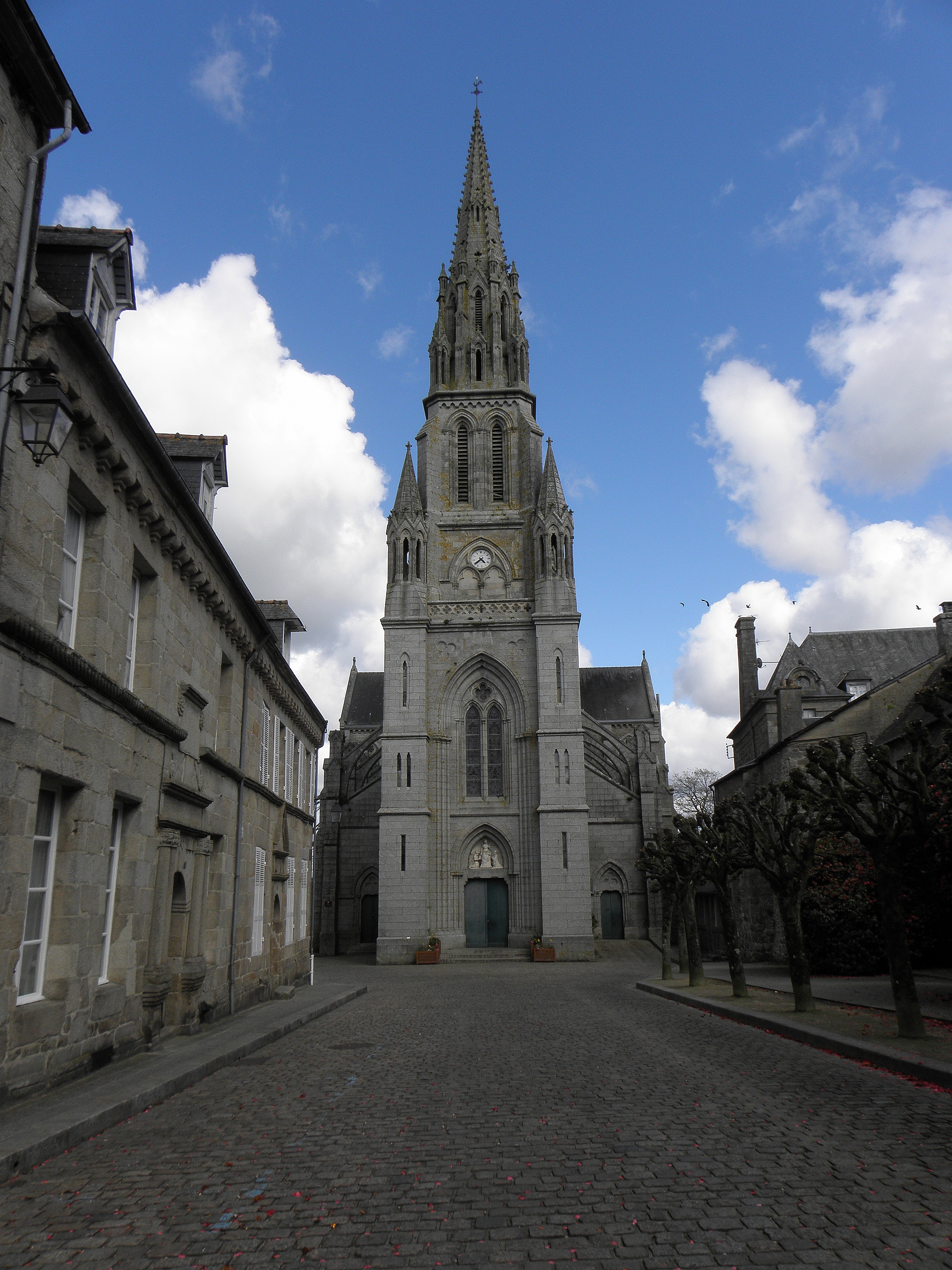
Basilika Notre-Dame de Délivrance
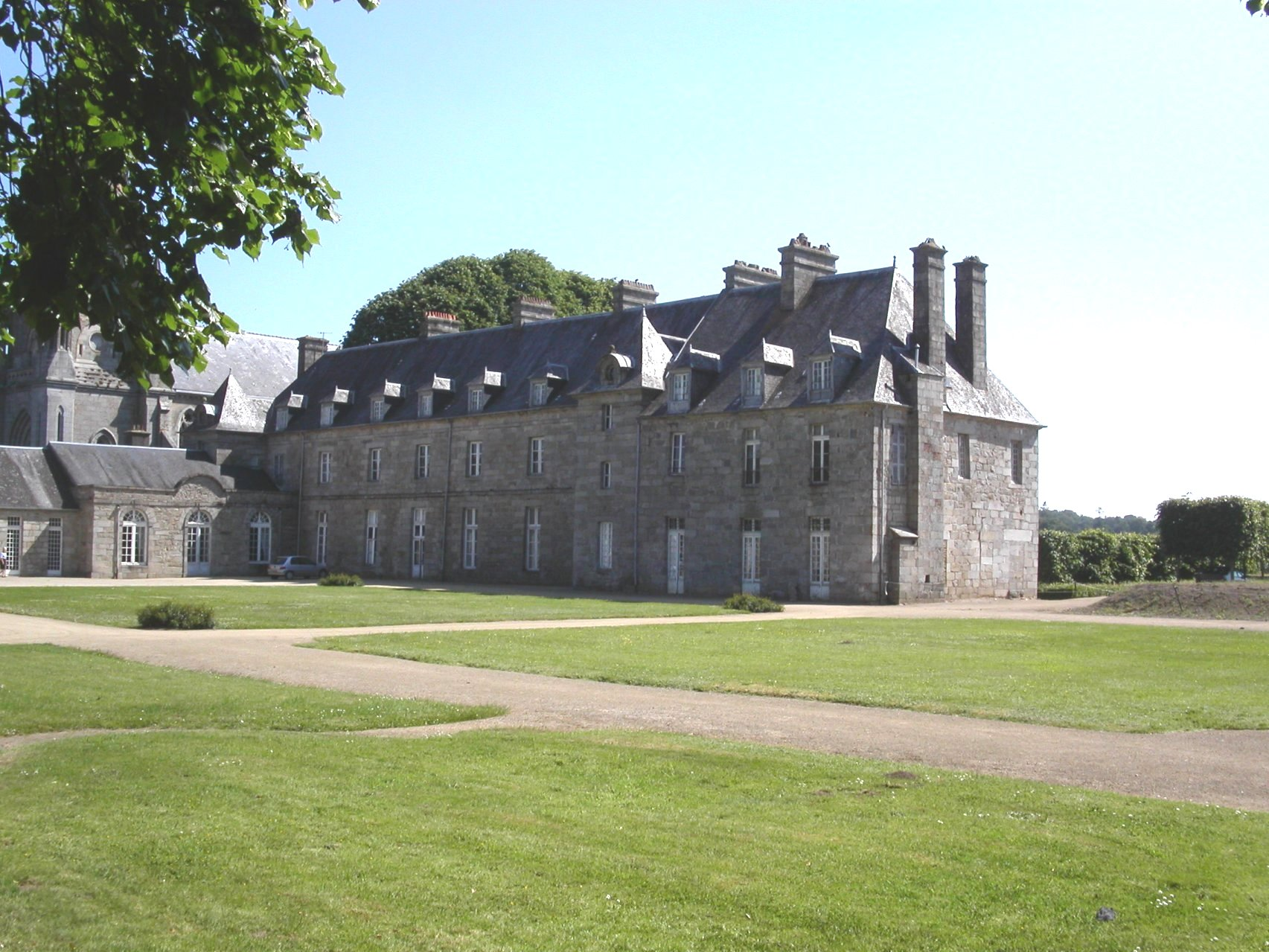
Schloss Quintin
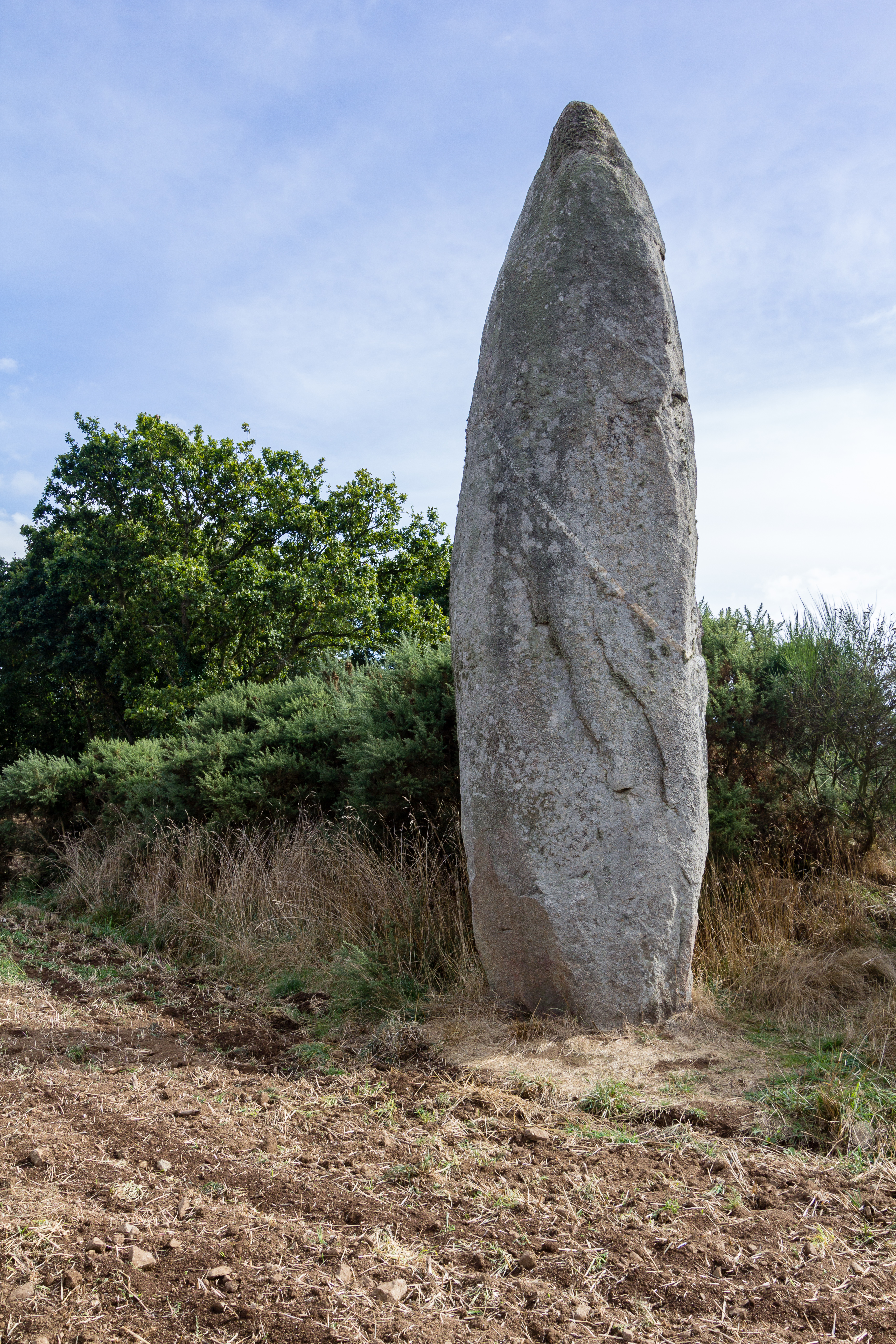
Menhir de la Roche-Longue

## Persönlichkeiten
- Nicolas de Laval-Montfort (1476–1531), Gouverneur der Bretagne und Braon von Quintin
- Jean Rigoleu (1596–1658), Jesuit
- Alexandre Glais-Bizoin (1800–1877), Politiker
- Jules Lequier (1814–1862), Philosoph
- Jean-Baptiste Ollitrault de Kéryvallan (1862–1929), römisch-katholischer Ordensgeistlicher, Generalabt der Trappisten
- Lisette Marton (1869–?), Radsportlerin
- Ernest-Bernard Allo (1873–1945), Theologe

## Gemeindepartnerschaften
Mit der französischen Gemeinde Perros-Guirec ebenfalls im Département Côtes-d’Armor besteht eine Partnerschaft.